# Debbie Deb
Deborah Claire Wesoff - Kowalski, mais conhecida por Debbie Deb (Brooklyn, Nova York, 10 de março de 1966) é uma cantora que foi muito influente no freestyle, no meio dos anos 80. Embora os singles "When I Hear Music" e "Lookout Weekend" não tenham conseguido obter grande sucesso nas paradas musicas ("Lookout Weekend" conseguiu entrar na parada de singles mais vendidos, na posição #26), hoje essas canções são consideradas clássicos do gênero freestyle.

## Biografia
Debbie nasceu em Brooklyn, Nova Iorque, e cresceu em North Miami Beach, Flórida. Uma aficionada por música desde pequena, ela foi "descoberta" com 16 anos de idade pelo produtor Pretty Tony numa loja de discos em Miami, onde ela estava trabalhando. Enquanto Debbie nunca tivesse tido nenhum treinamento formal em cantar, ela estava cantando a maior parte de sua vida. Pretty Tony disse a ela que gostou do jeito que ela falou e perguntou se ela poderia cantar, e ela respondeu que sim. Eles gravaram "When I Hear Music", que ela coescreveu com Pretty Tony em seu estúdio no dia seguinte. Lançado pela gravadora Jam Packed em 1983, a canção se tornou obrigatória em clubes e em estações de rádio urbanas e mixshows. Em 1984 foi lançado outro sucesso, "Lookout Weekend", que embora não tenha obtido impacto nas paradas musicais, se tornou uma das canções mais populares do gênero freestyle.
No entanto, Debbie estava acima do peso e sofria de baixa autoestima, e encontrou a fama repentina difícil de lidar. Ela ficou abalada quando sua gravadora decidiu não colocar sua foto nas capas dos seus singles, e em um movimento parecido com o caso do Milli Vanilli, a gravadora até contratou uma "impostora" para fazer shows e posar como "Debbie Deb". Como resultado, ela fez pouco, ou nenhum, dinheiro com seus singles de sucesso, e ficou tão machucada com essa experiência que ela parou de cantar durante anos, confiando em seu trabalho como cabeleireira para suprir as despesas. As canções que são cantadas pela "impostora" de Debbie Deb são: "I'm Searchin'", "Fantasy" e "Wild Thing (Holds Me Tight)".
Debbie finalmente ressurgiu no cenário musical em 1995 com o álbum She's Back, que teve como singles "There's a Party Goin' On" e "Funky Little Beat", cover do clássico lançado originalmente por Connie. Vivendo agora perto de Filadélfia, ela continua a trabalhar como cabeleireira e também se mantém ocupada realizando concertos freqüentes ao redor dos Estados Unidos, especialmente em shows "freestyle revival" com outros artistas como Lisa Lisa, Stevie B, Exposé, The Cover Girls, e Shannon. Gwen Stefani citou Debbie como uma influência, e no verão de 2006, Janet Jackson incluiu uma versão cover de "Lookout Weekend" em seu site.
No início de 2009, Debbie lançou um novo single, "Everytime You Come Around", em sua página Myspace (em que ela se auto intitula como "The Real Debbie Deb").

## Discografia

### Álbuns de estúdio
| Ano  | Detalhes do álbum                                                         |
| ---- | ------------------------------------------------------------------------- |
| 1995 | She's Back - Lançado: 21 de Novembro de 1995 - Gravadora: Pandisc Records |

### Compilações
| Ano  | Detalhes do álbum                                                                       |
| ---- | --------------------------------------------------------------------------------------- |
| 1997 | Lookout Weekend - Lançado: 22 de Julho de 1997 - Gravadora: Jam Packed, Hot Productions |

### Singles
| Ano  | Single                                | Posições na parada | Posições na parada | Álbum           |
| Ano  | Single                                | E.U.A. dance sales | E.U.A. R&B/Hip-Hop | Álbum           |
| ---- | ------------------------------------- | ------------------ | ------------------ | --------------- |
| 1983 | "When I Hear Music"                   | —                  | —                  | Single          |
| 1984 | "Lookout Weekend"                     | 26                 | —                  | Single          |
| 1987 | "I'm Searchin'"                       | 8                  | 72                 | Single          |
| 1987 | "Fantasy"                             | —                  | —                  | Single          |
| 1988 | "Wild Thing (Holds Me Tight)"         | —                  | —                  | Single          |
| 1995 | "There's a Party Goin' On"            | —                  | —                  | She's Back      |
| 1996 | "Funky Little Beat"                   | —                  | —                  | She's Back      |
| 1997 | "Lookout Weekend / When I Hear Music" | —                  | —                  | Lookout Weekend |
| 2009 | "Everytime You Come Around"           | —                  | —                  | Single          |